# Regione Autonoma nel Mindanao Musulmano
La Regione Autonoma del Mindanao Musulmano o Regione autonoma nel Mindanao Musulmano, abbreviata con la sigla inglese ARMM (Autonomous Region in Muslim Mindanao) è stata una regione delle Filippine composta dalle cinque province prevalentemente musulmane (Basilan, Lanao del Sur, Maguindanao, Sulu e Tawi-Tawi) e dalla città islamica di Marawi.
Fu l'unica regione dello Stato dotata di un Governo autonomo. Il capoluogo era Cotabato che è una città indipendente considerata parte della regione Soccsksargen anche se si trova all'interno della provincia di Maguindanao.

## Storia e politica
La Regione Autonoma del Mindanao Musulmano venne creata il 1º agosto 1989 dall'atto della Repubblica n. 6734 facendo seguito ad un mandato costituzionale. Un plebiscito venne effettuato nelle province di Basilan, Cotabato, Davao del Sur, Lanao del Norte, Lanao del Sur, Maguindanao, Palawan, South Cotabato, Sultan Kudarat, Sulu, Tawi-Tawi, Zamboanga del Norte e Zamboanga del Sur; e nelle città di Cotabato, Dapitan, Dipolog, General Santos, Iligan, Marawi, Pagadian, Puerto Princesa e Zamboanga per determinare la volontà dei residenti di far parte del nuovo soggetto amministrativo.
Di queste aree soltanto Lanao del Sur, Maguindanao, Sulu e Tawi-Tawi votarono a favore dell'inclusione nell'ARMM, che fu inaugurato ufficialmente il 6 novembre 1990 con Cotabato come capitale provvisoria.
Nel 2001 una nuova legge permise l'espansione dell'ARMM anche se solo Marawi e Basilan optarono per l'inclusione.
La regione è stata retta da un Governatore Regionale eletto direttamente come il suo vice e il locale esecutivo. Un'Assemblea unicamerale era incaricata di discutere le ordinanze regionali con funzioni analoghe a quelle di un Parlamento locale.
La provincia è rimasta l'area più povera delle Filippine e a dispetto della sua autonomia ha ricevuto circa il 98% dei propri finanziamenti dal Governo centrale.

## Geografia fisica

### Suddivisioni amministrative
La regione si divide in 6 province. Vi è una sola città componente e 106 municipalità. La città di Cotabato, pur se territorialmente all'interno della provincia di Maguindanao e considerata capoluogo dell'intera regione, fa parte della regione Soccsksargen.

#### Province
- Basilan ad eccezione della città di Isabela
- Lanao del Sur
- Maguindanao
- Shariff Kabunsuan (separatasi da Maguindanao il 28 ottobre 2006)
- Sulu
- Tawi-Tawi

#### Città
- Marawi (Lanao del Sur)